# Federazione anarchica pisana
La Federazione anarchica pisana o FAP è stato un gruppo storico dell'anarchismo pisano. Si è costituita nel 1945, raccogliendo l'eredità della lunga e combattiva tradizione anarchica cittadina che risaliva ai tempi della Prima internazionale.

## Storia
Nel 1965, la FAP aveva promosso la formazione dei  Gruppi di iniziativa anarchica, in opposizione alla politica accentratrice della Federazione anarchica italiana. Proprio dalla metà degli anni sessanta, la sede (posta nella centralissima via di San Martino) divenne punto di riferimento per le iniziative de "Il potere operaio pisano", del nascente movimento studentesco e per tutti i gruppi della vivace scena dell'estrema sinistra cittadina.
Negli anni settanta, la FAP è attiva soprattutto nel campo della controinformazione (pubblicano Iniziativa anarchica e Seme anarchico) e dell'antifascismo. La Federazione rimane attiva fino al 1982.
Negli stessi locali dove aveva sede la FAP, nel 1983 si costituisce il  Gruppo comunista anarchico "Ugo Rindi". Nel 1985, il gruppo si espande e decide di costituire la  Federazione comunista anarchica pisana. La Federazione decide di entrare infine nella FAI nel 1988.
Tra gli animatori più in vista della FAP si ricordano Italo Garinei, Unico Pieroni, Carlo Cafiero e Foresto Ciuti.